# Chokito

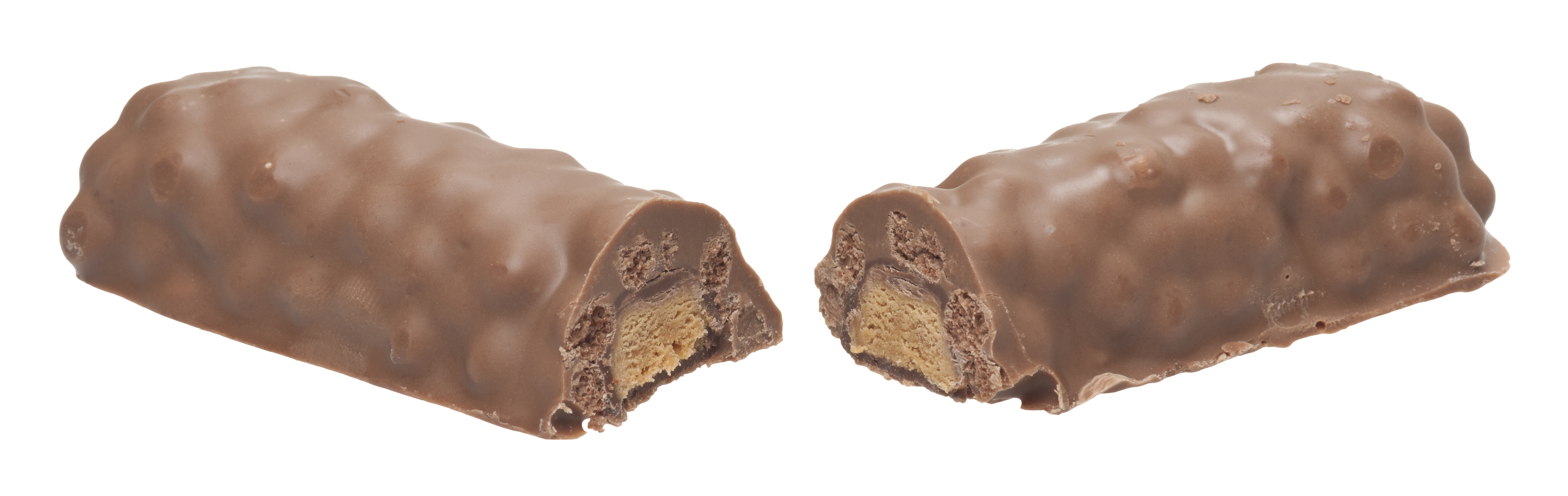
Um Chokito dividido

Chokito é uma barra de chocolate crocante coberta de fudge contendo flocos crocantes, fabricado pela Nestlé na Austrália, na Suíça e no Brasil.
Ou, como diz a própria propaganda: Leite condensado caramelizado com flocos crocantes coberto por um delicioso chocolate Nestlé.